# Siegertshofen (Breitenbrunn)
Siegertshofen ist ein Gemeindeteil des Marktes Breitenbrunn im Landkreis Neumarkt in der Oberpfalz in Bayern.

## Geographie
Das Dorf liegt südwestlich des Gemeindesitzes im Oberpfälzer Jura auf 484 m ü. NHN auf der Jurahochfläche ca. 1 km östlich des Tales der Breitenbrunner Laber.
Der Ort liegt an einer Gemeindeverbindungsstraße, die in Breitenbrunn von der Staatsstraße 2234 in südöstlicher Richtung abzweigt. Von Siegertshofen aus führen Gemeindeverbindungsstraßen zu den Breitenbrunner Gemeindeteilen Höhenberg, Erggertshofen und Wolfertshofen.

## Geschichte
Der Ort ist 1489 als Sigerhshoffen erwähnt, als zu den Höfen des Sighart. Er erschien auch als Sichertshofen (so 1875).
Im Königreich Bayern (ab 1806) wurde die Ruralgemeinde Erggertshofen im Land-/Amtsgericht Hemau gebildet, zu der die Dörfer Erggertshofen und Siegertshofen, die Weiler Leiterzhofen, Wolfertshofen, Ödenhaid sowie die Einöde Höhenberg gehörten.
Im Ort Siegertshofen lebten
- 1836 48 Einwohner (9 Häuser),[2]
- 1861 46 Einwohner (27 Gebäude),[3]
- 1871 45 Einwohner (29 Gebäude) bei einem Großviehbestand von 5 Pferden und 29 Stück Rindvieh,[4]
- 1900 54 Einwohner in 12 Wohngebäuden,[5]
- 1925 69 Einwohner in 11 Wohngebäuden,[6]
- 1950 92 Einwohner in 13 Wohngebäuden.[7]

Mit der Gebietsreform in Bayern wurde die im Landkreis Parsberg gelegene Gemeinde Erggertshofen aufgelöst und die Gemeindeteile zum 1. Januar 1972 in den Markt Breitenbrunn und damit in den Landkreis Neumarkt eingegliedert. 1987 hatte der Gemeindeteil Höhenberg bei zehn Wohngebäuden nur noch 45 Einwohner.
In Siegertshofen gibt es noch eine Dorfhülle.

## Kirchliche Verhältnisse
Höhenberg gehörte seit altersher zur katholischen Pfarrei Breitenbrunn im Bistum Eichstätt. Hier wohnten 1937 52 Katholiken (und keine Nicht-Katholiken). Am Ortsausgang steht an der Straße nach Wolfertshofen eine barocke Marienkapelle mit Pilastergliederung, um 1725 erbaut; sie gilt als Denkmal.